# 米哈伊尔·戈尔巴乔夫的政治观点
米哈伊尔·戈尔巴乔夫的政治观点发生了多次变化，从正统的斯大林主义转变为苏联传统的马克思列宁主义，并在他担任苏联领导人期间进一步转变为改革思想。

## 早期：正统斯大林主义
据戈尔巴乔夫的大学好友兹德涅克·姆林纳日所说，在20世纪50年代初，“戈尔巴乔夫和当时的其他人一样，都是斯大林主义者”。但姆林纳日指出，与大多数苏联学生不同，戈尔巴乔夫并不认为马克思主义只是“需要牢记的一套公理”。传记作家多德和布兰森提到，斯大林死后，戈尔巴乔夫的“意识形态再也不会是教条主义的了”，但他们指出，他仍然是苏联体制的“忠实拥趸”。两人还指出，在1986年的第二十七次党代会上，戈尔巴乔夫被视为传统的马克思列宁主义者；同年，传记作家若列斯·梅德韦杰夫表示，“戈尔巴乔夫既不是自由主义者，也不是大胆的改革派”。

## 戈尔巴乔夫的思考与转变
到20世纪80年代中期，即戈尔巴乔夫掌权时，许多分析家认为苏联正在衰落为第三世界国家。在这种背景下，戈尔巴乔夫认为，共产党必须适应并进行创造性思维，就像列宁对卡尔·马克思和弗里德里希·恩格斯的著作和思想创造性地解释和改编一样，这种举措目的是适应20世纪初苏联的国情。例如，他认为，在核战争可能毁灭人类的时代，关于全球革命和推翻资产阶级的言论已经变得极其危险。他开始摆脱马克思列宁主义认为的阶级斗争是政治变革的引擎的观点，而是将政治视为协调所有阶级利益的一种方式。然而古丁指出，戈尔巴乔夫提出的变革“完全是在马克思列宁主义意识形态的范围内表现的”。
据多德和布兰森，戈尔巴乔夫希望亲手“废除国内的等级森严的军事社会，放弃国外宏伟而昂贵的帝国主义”。乔纳森·斯蒂尔认为，戈尔巴乔夫未能理解波罗的海国家为何想要独立，“他内心是，现在仍然是俄罗斯帝国主义者”。古丁认为戈尔巴乔夫“致力于（苏联的）民主（化）”，这标志着他与苏联乃至苏共前几任领导人不同。古丁还认为，戈尔巴乔夫不再将社会主义视为共产主义道路上的一个节点，而是将其本身视为共产主义的目的。
戈尔巴乔夫的政治观是他在斯塔夫罗波尔做党员的23年间形成的。多德和布兰森认为，在担任总书记之前的大部分政治生涯中，“他公开表达的观点几乎肯定反映了一个政治家对应该说什么的理解，而不是他的个人哲学。否则，他不可能在政治上生存下来。”。和许多俄罗斯人一样，戈尔巴乔夫有时认为苏联基本上就是俄罗斯的同义词，并在各种演讲中将其描述为“俄罗斯”；有一次，他在基辅发表演讲时把苏联称为“俄罗斯”，后来不得不纠正自己。

## 戈尔巴乔夫改革
麦考利指出，改革是一个“难以捉摸的概念”，它“随着时间的推移不断演变，最终意味着完全不同的东西”。其还表示，这一概念最初是指“经济和政治体系的彻底改革”，是戈尔巴乔夫激励劳动力、提高管理效率的尝试之一。在最开始的措施失败后，戈尔巴乔夫才开始考虑市场机制和合作社，尽管国有部门仍占主导地位。政治学家约翰·古丁认为，如果改革成功，苏联将“用更温和的威权主义取代极权主义控制”，尽管不会成为“西方意义上的民主国家”。戈尔巴乔夫希望通过改革来改善现有的马克思列宁主义制度，但最终却摧毁了它。戈尔巴乔夫的改革结束了苏联的国家社会主义，为向自由民主的过渡铺平了道路。
尽管如此，陶布曼认为戈尔巴乔夫仍然是一名社会主义者。他将戈尔巴乔夫描述为“一个真正的信徒——不是对1985年苏联体制的运行（或失败）的信仰，而是对苏联体制实现其最初理想的潜力的信仰”。他还补充道，“直到最后，戈尔巴乔夫都重申他对社会主义的信念，坚称除非社会主义是真正的民主，否则它就不配被称为社会主义”。作为苏联领导人，戈尔巴乔夫相信渐进式改革，而不是彻底变革；他后来将此称为“通过进化手段进行的革命”。多德和布兰森指出，在20世纪80年代，他的思想经历了“彻底转变”。陶布曼指出，到1989年或1990年，戈尔巴乔夫已经转变为一名社会民主主义者。麦考利认为，至少到1991年6月，戈尔巴乔夫已经是一个“后列宁主义者”，已经“从马克思列宁主义中解放出来”。苏联解体后，新成立的俄罗斯联邦共产党与他已无任何关系。2006年，他表示自己仍然相信列宁的思想：“我当时信任他，现在仍然信任他”。他声称“列宁主义的本质”是一种发展“群众的活生生的创造性活动”的愿望。陶布曼认为戈尔巴乔夫在心理层面上认同列宁。

## 引用书目
- Bunce, Valerie. . The Soviet and Post-Soviet Review. 1992, 19 (1): 199–206. doi:10.1163/187633292X00108.
- Doder, Dusko; Branson, Louise. . London: Futura. 1990. ISBN 978-0-70884940-8.
- Gooding, John. . Soviet Studies. 1990, 42 (2): 195–231. JSTOR 152078. doi:10.1080/09668139008411864.
- McCauley, Martin. . Profiles in Power. London and New York: Longman. 1998. ISBN 978-0-58221597-9.
- Medvedev, Zhores. . Oxford: Basil Blackwell. 1986. ISBN 978-0-39302308-4.
- Steele, Jonathan. . New Left Review. 1996, 216: 141–152.
- Taubman, William. . New York City: Simon and Schuster. 2017. ISBN 978-1-47114796-8.